# Lâm Bách Lý
Lâm Bách Lý (tiếng Trung: 林百里; bính âm: Lín Bǎilǐ; Yale Quảng Đông: Lam4 Baak3 Lei5; sinh ngày 24 tháng 4 năm 1949) là một doanh nhân tỷ phú người Đài Loan, là nhà sáng lập kiêm Chủ tịch Hội đồng quản trị công ty Quanta Computers. Ngoài ra ông còn là người bảo trợ nghệ thuật và là một nhà từ thiện trong lĩnh vực văn hóa - giáo dục.
Ngày 25 tháng 5 năm 2021, Chỉ số Tỷ phú Bloomberg ước tính giá trị tài sản của ông đạt 5,98 tỷ đô la Mỹ.
Lâm Bách Lý sinh ra ở Thượng Hải và lớn lên tại Hồng Kông. Cha ông là nhân viên kế toán cho Hong Kong Club. Ông học ngành kỹ sư tại Đài Loan, tốt nghiệp Đại học quốc lập Đài Loan với tấm bằng Cử nhân và Thạc sĩ kỹ thuật điện.